# Power Rangers S.P.D. (videojuego)
Power Rangers S.P.D. es un videojuego beat 'em  up de desplazamiento lateral desarrollado por Natsume y publicado por THQ para Game Boy Advance el 6 de septiembre de 2005. Fue el sexto videojuego de Power Rangers publicado por THQ.

## Jugabilidad
Se pueden jugar seis guardabosques diferentes, cada uno con sus propias habilidades únicas. El Red Ranger, tiene el poder de caminar a través de enemigos y obstáculos, Blue Ranger, crea un campo de fuerza para bloquear ataques y evitar que los enemigos se acerquen, Green Ranger, rastrea firmas de energía para encontrar objetos perdidos, Yellow Ranger, crea tres duplicados de sí misma para triplica su poder de ataque, Pink Ranger, convierte su mano en hierro para atravesar paredes o eliminar a un enemigo menor con un solo golpe y, finalmente, Shadow Ranger, crea una cuchilla de energía que daña a varios enemigos a la vez.
Los 6 guardabosques luchan contra enemigos menores hasta que se encuentran con el jefe principal. Hay niveles de carreras que implican pilotar los Delta Runners rojos, amarillos o rosados, un juego de selección de objetivos (similar a Space Invaders) con el Green Delta Runner, un nivel de carreras que involucra a R.I.C. (el perro robótico de los Rangers) y los niveles de batalla de Megazord.

## Recepción
Power Rangers S.P.D. tiene una calificación del 55 por ciento en GameRankings, según dos reseñas.
Anise Hollingshead de GameZone le dio al juego un 7 sobre 10 y elogió los gráficos, pero criticó sus fondos "aburridos". Hollingshead escribió: "Los controles son probablemente la mejor parte del juego, y es donde brilló el equipo de diseño. No hay que preocuparse por la detección de colisiones en los niveles principales, y los saltos se manejan magníficamente. Así es como se salta la pared debería estar en todos los juegos". Mark Bozon de IGN le dio al juego 4 de 10 y criticó la jugabilidad básica, pero escribió: "Si bien es muy difícil capturar la naturaleza cinematográfica del programa de televisión en el espacio reducido de un carrito de Game Boy, este es un área donde Power Rangers SPD mostró fuerza sobre los títulos anteriores de Power Rangers".